# Socjaldemokratyczna Partia Ludowa
Socjaldemokratyczna Partia Ludowa (tur. Sosyaldemokrat Halkçı Parti, SHP) – turecka partia polityczna o profilu socjaldemokratycznym, działająca w latach 1985–1995.

## Historia
Partia powstała w 1985 z połączenia ugrupowań HP oraz SODEP, powstałych w 1983 i wywodzących się ze środowiska Republikańskiej Partii Ludowej (CHP), która została zdelegalizowana po puczu wojskowym z września 1980. Reprezentację parlamentarną posiadało tylko pierwsze z nich, druga z partii nie została dopuszczona do wyborów w 1983. Pierwszym przewodniczącym został kierujący uprzednio HP Aydın Güven Gürkan, w 1986 zastąpił go Erdal İnönü (były lider partii SODEP).
W wyborach w 1987 SHP otrzymała 24,7% głosów i 99 mandatów w Wielkim Zgromadzeniu Narodowym Turcji. W 1991 socjaldemokraci uzyskali 20,8% głosów i 80 mandatów. Współtworzyli wówczas koalicję rządową, wchodząc w skład gabinetów, którymi kierowali kolejno Süleyman Demirel i Tansu Çiller z Partii Słusznej Drogi.
W 1992 reaktywowana została CHP, na czele republikanów stanął były sekretarz generalny SHP Deniz Baykal. W 1993 Erdal İnönü utracił przywództwo w partii na rzecz Murata Karayalçına. Słabe wyniki w wyborach samorządowych w 1994 skłoniły liderów CHP i SHP do podjęcia rozmów zjednoczeniowych. Ostatecznie obie partie połączyły się w 1995 pod szyldem Republikańskiej Partii Ludowej, której przewodniczącym został Hikmet Çetin. Tym samym Socjaldemokratyczna Partia Ludowa zakończyła swoją działalność.